# 阿德
，又译作阿德，使用于荷兰的荷蘭語名。它是Adrianus及Adriaan的缩略形式。以下知名人物使用此名：
- ，荷兰足球教练。